# ダレン・ウォーラー
ダレン・チャールズ・ウォーラー（Darren Charles Waller, 1992年9月13日 - ）は、アメリカ合衆国メリーランド州ランドーバー出身のプロアメリカンフットボール選手。NFLのマイアミ・ドルフィンズに所属している。ポジションはタイトエンド。ジャズピアニストとして活躍したファッツ・ウォーラーの曽孫にあたる。妻はWNBA選手のケルシー・プラム。

## 経歴

### カレッジ
ジョージア工科大学ではワイドレシーバーとしてプレーしていた。
2014年シーズン終了後、2015年のNFLドラフトにアーリーエントリーした。

#### 個人成績
| ダレン・ウォーラー | ダレン・ウォーラー | ダレン・ウォーラー | ダレン・ウォーラー | ダレン・ウォーラー | ダレン・ウォーラー | Receiving | Receiving | Receiving | Receiving |
| Season             | Team               | Conf               | Class              | Pos                | GP                 | Rec       | Yds       | Avg       | TD        |
| ------------------ | ------------------ | ------------------ | ------------------ | ------------------ | ------------------ | --------- | --------- | --------- | --------- |
| 2012               | ジョージアテック   | ACC                | SO                 | WR                 | 14                 | 8         | 162       | 20.3      | 0         |
| 2013               | ジョージアテック   | ACC                | JR                 | WR                 | 9                  | 17        | 367       | 21.6      | 3         |
| 2014               | ジョージアテック   | ACC                | SR                 | WR                 | 10                 | 26        | 442       | 17.0      | 6         |
| 通算               | 通算               | 通算               | 通算               | 通算               | 33                 | 51        | 971       | 19.0      | 9         |

### ボルチモア・レイブンズ
| 身長                        | 体重            | 腕 の 長 さ       | 手 の 大 き さ | 40Yrd ダ ッ シ ュ | 10Yrd ス プ リ ッ ト | 20Yrd ス プ リ ッ ト | 20Yrd シ ャ ト ル | 3 コ 丨 ン ド リ ル | 垂 直 跳 び     | 立 ち 幅 跳 び      | ベ ン チ プ レ ス |
| --------------------------- | --------------- | ----------------- | -------------- | ----------------- | -------------------- | -------------------- | ----------------- | ------------------- | --------------- | ------------------- | ----------------- |
| 6 ft 6+1⁄8 in (198 cm)      | 238 lb (108 kg) | 33+1⁄4 in (84 cm) | 9 in (23 cm)   | 4.46 s            | 1.57 s               | 2.62 s               | 4.25 s            | 7.07 s              | 37.0 in (94 cm) | 10 ft 5 in (3.18 m) | 12 回             |
| All values from NFL Combine |                 |                   |                |                   |                      |                      |                   |                     |                 |                     |                   |

2015年のNFLドラフトにて全体204位でボルチモア・レイブンズから指名され、その後4年総額239万ドルのルーキー契約を結んだ。

#### 2015年シーズン

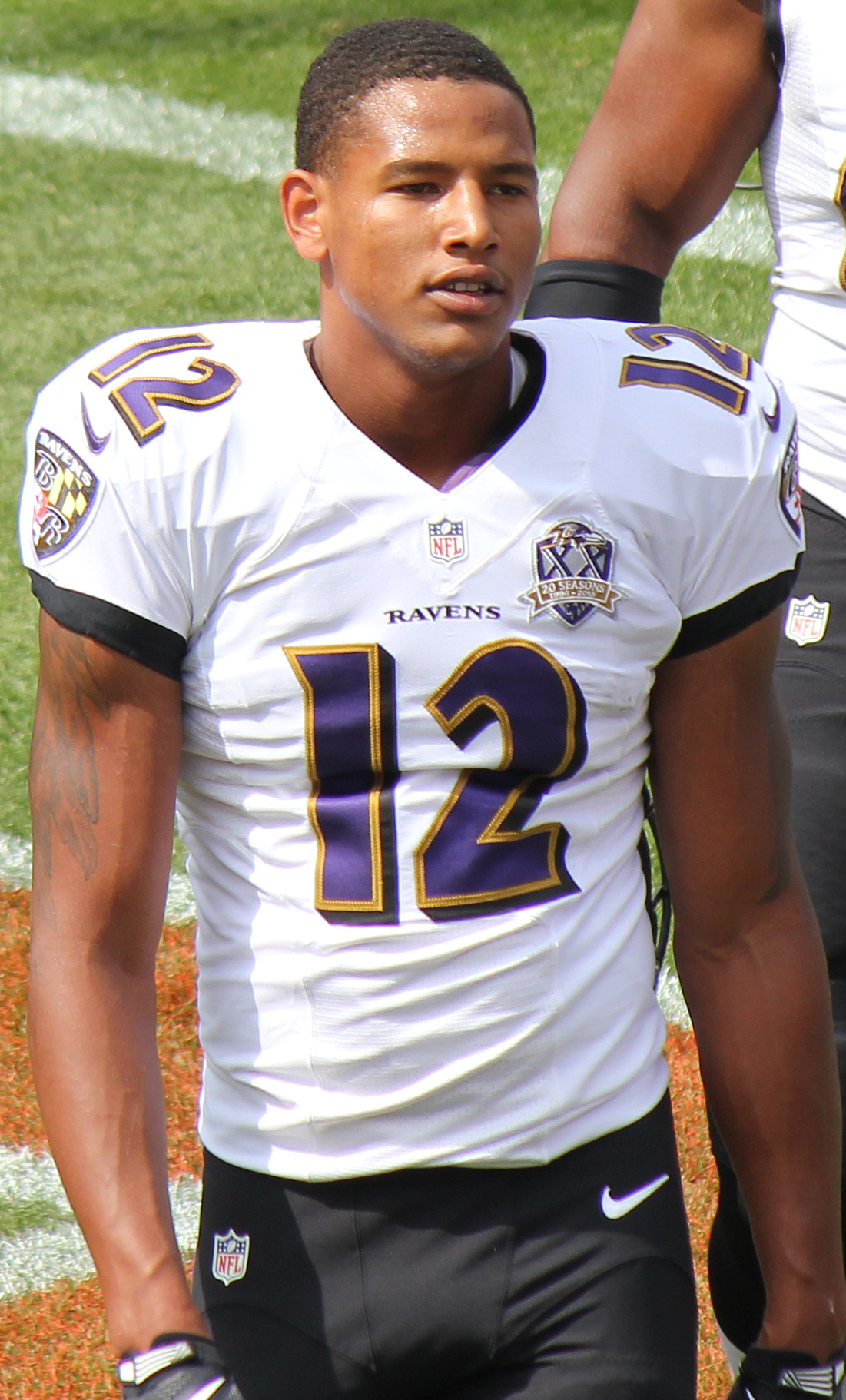
ボルチモア・レイブンズでのウォーラー
(2015年)

ワイドレシーバーの6番手だったため出場機会は限られ、6試合の出場で18レシーブ獲得ヤードに留まった。

#### 2016年シーズン
開幕前に薬物使用が発覚し、リーグの薬物乱用規定に違反したとして4試合の出場停止処分を受けた。

#### 2017年シーズン
開幕前に2度目の薬物使用が発覚し、1年間の出場停止処分を受けた。

#### 2018年シーズン
2018年8月7日に処分が解除され、復帰した。9月1日に解雇され、その後プラクティス・スクワッドに登録された。

### オークランド / ラスベガス・レイダース

#### 2018年シーズン
2018年11月26日にオークランド・レイダースと契約した。このシーズンは6レシーブ、75レシーブ獲得ヤードを記録した。

#### 2019年シーズン

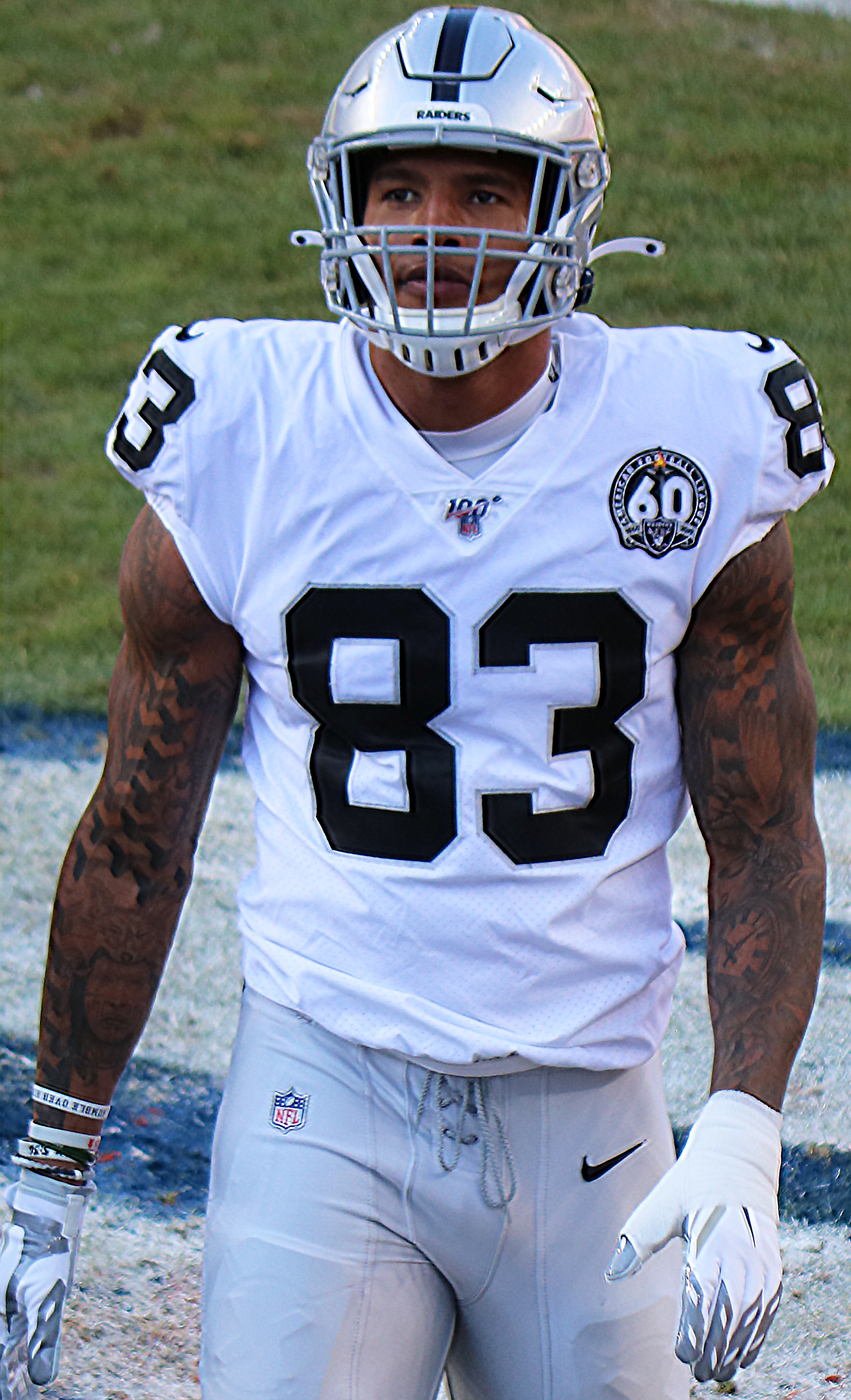
オークランド・レイダースでのウォーラー
(2019年)

開幕前にHBOで放送されたドキュメンタリー番組において、薬物依存症と闘う姿が特集された。第1週のデンバー・ブロンコス戦で7レシーブ、70レシーブ獲得ヤードを記録した。第3週のミネソタ・バイキングス戦では13レシーブ、134レシーブ獲得ヤードを記録した。2019年9月16日にレイダースと3年総額2,700万ドルの契約延長に合意した。このシーズンは自己最高を大幅に更新する90レシーブ、1,145レシーブ獲得ヤード、3つのレシービングTDを記録した。欠場するトラビス・ケルシーの代理としてプロボウルに選出される予定だったが、親指を痛めて手術を受けていたため出場できなかった。NFLが発表したTop100プレイヤーランキングでは99位にランクインした。

#### 2020年シーズン
第2週のニューオーリンズ・セインツ戦で12レシーブ、103レシーブ獲得ヤード、1つのレシービングTDを記録し、勝利に貢献した。2020年10月5日に、新型コロナウイルスが流行する中でマスクを着用せずにチャリティイベントを主催したとして、NFLから3万ドルの罰金処分を受けた。第13週のニューヨーク・ジェッツ戦で13レシーブ、200レシーブ獲得ヤード、2つのレシービングTDを記録し、レイダースのタイトエンドの1試合における最多レシーブ獲得ヤード記録を更新した。第17週のデンバー・ブロンコス戦では、試合終了間際に逆転となる2ポイントコンバージョンを成功させ、勝利した。このシーズンはいずれも自己最高となる107レシーブ、1,196レシーブ獲得ヤード、9つのレシービングTDを記録し、自身初となるプロボウルに選出された。Top100プレイヤーランキングでは35位にランクインした。

#### 2021年シーズン
このシーズンは怪我もあり11試合の出場に留まり、55レシーブ、665レシーブ獲得ヤード、2つのレシービングTDと、前年から成績を落とした。Top100プレイヤーランキングでは58位にランクインした。

#### 2022年シーズン
2022年9月10日にレイダースと3年総額5,100万ドルの契約延長に合意した。タイトエンドとしては当時の現役最高額であった。
このシーズンは9試合の出場に留まり、28レシーブ、388レシーブ獲得ヤード、3つのレシービングTDと、前年からさらに成績を落とした。

### ニューヨーク・ジャイアンツ
2023年3月15日に2023年のドラフト3巡目指名権とのトレードで、ニューヨーク・ジャイアンツへ移籍した。
2024年6月に現役引退を発表した。

### マイアミ・ドルフィンズ
2025年7月に現役復帰を表明。保有権を持つジャイアンツから、トレードでマイアミ・ドルフィンズへ移籍した。

## 人物
15歳の頃からオキシコドンの乱用を始め、16歳で初めてアルコールを摂取した。薬物依存症はエスカレートし、一時は錠剤のために1日100ドルを費やすほどだった。また、コカインを大量に摂取している時期もあった。2017年8月11日に車内で薬物を摂取していたところを逮捕され、約1ヶ月の薬物乱用リハビリプログラムを受けた後に、地元のスーパーマーケットで品出しの仕事をした。
これらの経験から自らの名を冠した財団を設立し、自身と同じように薬物依存症に陥った若者の治療と回復を支援している。
2023年3月4日に、WNBAのラスベガス・エーシズに所属するケルシー・プラムと結婚した。